# شله بهاتوری
شله بهاتوری (هندی: छोले भटूरे) خوراکی است که بیشتر در شمال هند تهیه می‌شود. با این حال، در پاکستان، نیز این خوراک بسیار محبوب است. این غذا ترکیبی از چانا ماسالا (نخود سفید تند) و باتورا / پوری، یک نان سرخ شده‌است که از مایدا درست می‌شود. یک نوع غذای مشخص پنجابی وجود دارد. این غذا همچنین در پاکستان به عنوان یک وعده صبحانه بسیار محبوب است. تفاوت عمده در شله بهاتوری و حلوا پوری این است که حلوا پوری به‌صورت اضافی با حلوا سرو می‌شود.
شله بهاتوری اغلب به عنوان یک ظرف صبحانه، گاهی اوقات با همراهی خورده لاسی آماده می‌شود. این غذا همچنین می‌تواند غذای خیابانی یا یک وعده غذایی کامل باشد و ممکن است همراه با پیاز، هویج ترشی، چتنی سبز یا آخار باشد.
حلوا پوری حلوه پوری (اردو: حلوه پوری) (هندی: हलवा पूरी) یک غذای پاکستانی است که ریشه در شبه قاره هند دارد؛ که در هند با عنوان شله بهاتوری شناخته شده و متشکل از نان پوری / Bhature با ماسالا چانا یا Bhaaji همراه با حلوا است. در غذاهای پاکستانی، هندی و بنگلادشی محبوبیت خاصی دارد.
این غذا از مناطق شمالی شبه قاره هند، عمدتاً در اوتار پرادش سرچشمه گرفته‌است. این غذا همچنین در منطقه Terai در دشت نپال، به ویژه در جامعه مدهشی محبوب است. توسط هندوها و سیک‌ها در هند ایالت اوتار پرادش، هاریانا، پنجاب، هیماچال پرادش، اوتاراکند، بیهار، و مادها پرادش به عنوان پراسادا سرو می‌شوند. حلوا پوری همیشه خورده می‌شود، اما معمولاً بخشی از ناشتا و صبحانه است. در پاکستان صرف صبحانه نیهاری و حلوا پوری در میان مردم لاهور و کراچی رایج است.

## ترکیب
حلوا پوری یک صبحانه سنتی متشکل از یک نان سرخ شده (پوری) همراه با حلوا و کاری مخلوط نخود (که در اصطلاح محلی به آن چولی می‌گویند) و سیب زمینی سرو می‌شود. گاهی ترشی انبه و ترشی پیاز نیز به همراه ماست تازه با آن سرو می‌شود.
انواع نانوایی‌ها غرفه‌های حلوا پوری را برای صبحانه برپا می‌کنند که در خیابان غذا می‌خورند یا غذا را به صورت بیرون بر با خود می‌برند. لذت بردن از صبحانه حلوا پوری در بین طبقات متوسط و نخبگان بسیار محبوب شده‌است.